# Bongi Makeba
Bongi Makeba (* 20. Dezember 1950 in Pretoria, Südafrika; † 17. März 1985 in Conakry, Guinea; eigentlich Sibongile Angela Makeba) war eine Sängerin und Songwriterin.
Bongi Makeba war das einzige Kind der südafrikanischen Sängerin Miriam Makeba. Ihr Vater war James „Gooli“ Kubay, dessen Ehe mit Miriam Makeba 1951 geschieden wurde. In New York City bekam sie im April 1968, im Alter von 17 Jahren, einen Sohn, Nelson Lumumba Lee; der Vater war der US-amerikanische Musiker Nelson Lee, von dem sie auch eine Tochter bekam, Zenzi Monique Lee. Bongi Makeba begleitete ihre Mutter nach Guinea, als diese Ende der 1960er Jahre, aufgrund ihrer Nähe zur Black Panther-Bewegung, in den USA kaum mehr Auftrittsmöglichkeiten bekam und vom FBI beobachtet wurde. Die Familie nahm damit ein Angebot des guineischen Alleinherrschers Ahmed Sékou Touré an, zu dem in der Folge ein freundschaftliches Verhältnis bestand. Zu dieser Zeit schrieb Bongi Makeba mehrere Lieder für ihre Mutter und weitere südafrikanische Musiker. Auf dem staatseigenen guineischen Label Syliphone wurden in den 1970er Jahren einige Aufnahmen Bongis, zusammen mit ihrer Mutter bzw. ihrem Ehemann, veröffentlicht. 1980 nahm Bongi Makeba ihr einziges Solo-Album auf, Blow On Wind, das außerhalb Guineas bei pläne records veröffentlicht wurde.
Am 17. März 1985 starb Makeba unter mysteriösen Umständen in Guineas Hauptstadt Conakry, offenbar an den Folgen eines Kaiserschnitts mit einer Totgeburt. Ihre Kinder Nelson Lumumba und Zenzi Lee sind selbst Musiker. Mit seiner Großmutter Miriam nahm Nelson Lumumba Lee einige Stücke seiner Mutter neu auf.

## Diskographie
Singles
- Everything, For My Love / Do You Remember, Malcolm? (1971, Syliphone SYL 532), zusammen mit Ehemann Nelson Lee als Bongi and Nelson
- That’s the Kind of Love / I Was so Glad (1971, Syliphone SYL 533), als Bongi and Nelson

Alben
- Myriam Makeba et Bongi (1975, Syliphone SLP 48), zusammen mit Miriam Makeba
- Blow On Wind (1980, pläne)